# Salzburg-Wiener Handschrift
Die Salzburg-Wiener Handschrift (auch Salzburg-Wiener Alcuin-Handschrift oder Codex Vindobonensis 795) ist ein Manuskript aus dem 8., 9. oder 10. Jahrhundert, das die Briefe und Abhandlungen des angelsächsischen Gelehrten Alkuin enthält. Als eine Art Sammelwerk weist der Inhalt keinen großen Zusammenhang auf. Aufbewahrt wird sie in der Österreichischen Nationalbibliothek.

## Entstehung
Verfasst wurde die Salzburg-Wiener Handschrift laut dem Paläographen Bernhard Bischoff im Skriptorium des Klosters von Saint-Amand in Französisch-Flandern und im Auftrag Arns von Salzburg im Jahr 798 oder 799 zusammengefasst. Dem gegenüber steht die These, das Werk sei im 9. oder 10. Jahrhundert verfasst worden.
Nach Bischoff stammen die gotischen Alphabete und die Runen von einem damals weithin bekannten Magister namens Baldo, der zu dieser Zeit aber noch gelernt haben muss, da große Teile der griechischen Aufzeichnungen von einem geübteren Schreiber stammen und Baldo diese lediglich ergänzt hat. Aufgrund der enthaltenen Fehler schließt der Altgermanist Norbert Wagner darauf, dass die gotischen und runischen Niederschriften lediglich aus einem anderen Werk kopiert wurden.

## Inhalt und Aufbau
Das Manuskript besteht aus mehreren Teilen. Der erste, ursprünglich selbstständige Teil enthält die Briefe von Alkuin an Arn von Salzburg. Darauf folgt eine orthografische Abhandlung, das griechische Alphabet mit dem Titel "formae litterarum secundum Graecos" und ein griechisches Syllabar, die römischen Zahlen, das angelsächsische Futhark, ein Schlüssel für die bonifatischen Noten (Geheimschrift), ein Kryptogramm und zwei gotische Alphabete.

## Wissenschaftliche Bedeutung
- Das in der Handschrift enthaltene angelsächsische Futhark ist die frühestbezeugte Manuskriptfassung dieses Alphabets.
- Das erste der beiden gotischen Alphabete zeigt die ursprüngliche Anordnung; das zweite gibt mit lateinischen Übersetzungen und althochdeutschen Umschriften die Buchstabennamen, deren korrekte Aussprache und Bemerkungen zur gotischen Rechtschreibung wieder und ist teilweise wie das lateinische Alphabet angeordnet.[4][1]
- Das in den Briefen aufgeführte Lukasevangelium unterscheidet sich deutlich von dem des im Codex Argenteus niedergeschriebenen.[1]
- Der kurze gotische Ausschnitt aus der Genesis dient als Beweis der Tatsache, dass die gotische Bibel auch die Genesis enthalten hat.[5]